# Boris Braun
Boris Braun (Đurđevac, 20. kolovoza 1920. — 7. listopada 2018.), umirovljeni hrvatski sveučilišni profesor, stručnjak za peradarstvo, dugogodišnji član Židovske općine Zagreb koji je preživio Holokaust.

## Životopis
Boris Braun je rođen u Đurđevcu 20. kolovoza 1920. Roditelji su mu bili Šandor i Elizabeta (Mautner) Braun, iz bogate đurđevske židovske obitelji. Braun je odrastao u Đurđevcu zajedno sa sestrom Šteficom. Braunovi su bili cijenjena i ugledna obitelj u Đurđevcu koja je u svojem vlasništvu imala gradsku pilanu, mlin i vinograde. Braunov otac je zaslužan za dovođenje električne energije u Đurđevac i okolicu, te održavanje lokalne transformatorske stanice. Otac mu je bio bliski prijatelj bana Ivan Šubašića i gradonačelnika Zagreba, Mate Starčevića. Ban Šubašić i gradonačelnik Starčević su bili česti gosti na imanju Braunovih gdje se jednom godišnje održavao lov.
Boris Braun je prije Drugog svjetskog rata studirao na Agronomskom fakultetu u Zagrebu. 1941. godine, po uspostavi Nezavisne Države Hrvatske, Braunu je zbog njegovog židovskog podrijetla bilo zabranjeno studiranje na Sveučilištu u Zagrebu. Nakon zabrane Braun se vratio u Đurđevac gdje je pomagao ocu u vođenju obiteljskog posla. Tokom boravka u Đurđevcu naučio je od očevih radnika održavati transformatorsku stanicu, znanje koje će mu kasnije u logoru smrti spasiti život. U jesen 1942., iako mu je otac bio poznanik časnika NDH Slavka Kvaternika, Braun je zajedno s roditeljima bio uhićen i sproveden u zatvor na zagrebačkoj Savskoj cesti. Braunova sestra je uspjela izbjeći hapšenje jer je bila udata za katolika iz Zagreba. Osam mjeseci kasnije, 1943. godine, Braun je zajedno s roditeljima deportiran u Sabirni logor Auschwitz. Roditelji su mu likvidirani u plinskoj komori odmah po dolasku, dokle se je Braun spasio od sigurne smrti tako što je lagao da je električar. U Auschwitzu je zajedno s ostalim logorašima popravljao plinske komore. Nešto kasnije, u srpnju 1943., Nacisti su tražili logoraše dobrovoljce za preseljenje u novo uspostavljeni logor Jaworznu u Poljskoj. U logoru Jaworznu Braun je održavao i popravljao barake SS jedinica, te logoraške barake. 17. siječnja 1945. Braun je zajedno s ostalim preživjelim logorašima natjeran na marš smrti prema Sabirnom logoru Gross-Rosen. Na maršu je život izgubilo na stotine logoraša, uključujući njih 300-injak koji su bili pobijeni tokom druge noći marša. Iz Sabirnog logora Gross-Rosen, Braun je bio prebačen u Sabirni logor Buchenwald. U Buchenwaldu je dočekao kraj rata i oslobođenje.
U ljeto 1945. Braun se vratio studiranju na Sveučilištu u Zagrebu, gdje je diplomirao agronomiju 1950. godine. Predavao je na srednjoj poljoprivrednoj školi u Tuzli,  radio na poljoprivrednom dobru Jelas-polju i u Tvornici ulja u Zagrebu, bio u peradarstvu (Zadružni stočarski savez u Križevcima, Mesna industrija Sljeme), u Zavodu za stočarstvo Poljoprivrednog fakulteta u Zagrebu. Doktorirao je 1967. godine rado Prilozi poznavanju djelovanja gama-zraka na neka morfološka, fiziološka i proizvodna svojstva pilića. 1968. godine izabran je za docenta, te se zaposlio u Zavodu za hranidbu domaćih životinja Poljoprivrednog fakulteta u Zagrebu, gdje je postao izvanredni profesor. Do 1971. godine radio je kao profesor na Agronomskom fakultetu u Zagrebu. Za vrijeme Hrvatskog proljeća došao je na udar komunističkih vlasti SFR Jugoslavije jer se pobunio protiv progona i izbacivanja kolege profesora koji je sudjelovao u Hrvatskom proljeću. Nakon toga Braun je bio prisiljen napustiti fakultet. Kasnije je radio kao inspektor za perad. Radio je od 1977. godine kao savezni inspektor u Mariboru. Većinu je života proveo u Zagrebu. Bio je aktivan u svjedočenju strahotama Holokausta djeci osnovnih i srednjih škola.
2005. godine grad Đurđevac je imenovao Borisa Brauna počasnim građaninom, te tako odao počast obitelji Braun za značajne doprinose razvitku grada.
Najviše je pisao o tovu pilića. Članke je objavljivao (u suradnji) u časopisima Poljoprivredna znanstvena smotra, Krmiva, Agronomski glasnik, Savremena poljoprivreda.
Umro je u Zagrebu 6. listopada 2018. godine. Pokopan je u obiteljskoj grobnici na groblju sv. Andrije u Bjelovaru.